# ウエスターン・ハイライト
『ウエスターン・ハイライト: ウエスターン名曲集』(Western Highlights)は、原田実とワゴン・エースのアルバム。1963年6月に東芝音楽工業からリリースされた。

## 収録曲
Side 1
1. ライダース・イン・ザ・スカイ
2. 谷間の灯ともし頃
3. 北風
4. モリー・ダーリン
5. ユー・アー・マイ・サンシャイン
6. コロラドの月
7. ディキシー～ヤンキー・ドゥドル
8. 山の端に月かかる頃

Side 2
1. 藁の中の七面鳥
2. 峠の我が家
3. レッド・リヴァー・ヴァレー
4. ブルーベリー・ヒル
5. オクラホマ・ヒルズ
6. サン・アントニオ・ローズ
7. ケアレス・ラヴ
8. ケンタッキー・ワルツ

## パーソネル
原田実とワゴン・エース
- 原田実（スティール・ギター、編曲）